# SS Manfredonia Calcio
SS Manfredonia Calcio is een Italiaanse voetbalclub uit Manfredonia die speelt in de Serie C2/C. De club was de eerste in Italië die haar thuismatchen op een synthetisch veld speelde.